# 沈國 (明朝)
沈國（16世紀—17世紀），字九如，浙江嘉興府崇德縣人，明朝、南明政治人物。

## 生平
萬曆四十三年（1615年），沈國舉浙江鄉試，天啟五年（1625年）會試本已取錄，但因奉令按天啟二年（1622年）壬戌科減選一百名，結果僅中副榜第十二名，授湯溪教諭，教育士子有方，轉任寧鄉知縣，當地號稱難治，他卻能權變用事，與民和睦，徵收稅賦不擾民，判斷獄事不冤枉，後轉任榮昌知縣，考績時因父親去世回鄉。
服闕後，沈國補任蒼溪知縣，該處是四川要衝，歷經戰亂，他竭力安撫人民，得到上級推薦，但因為不諂媚當權者只遷任重慶府同知；到南明時張獻忠攻破府縣，屠殺平民，耿廷籙讓他擢職監軍僉事，多方防禦，其後四川失守，官兵解散，他南行歸鄉，以經學教育，多次舉鄉飲大賓，八十多歲才去世。

## 引用
1. 1 2  康熙《【浙江】石門縣志·卷六·紀獻》：沈國 字九如，治《麟經》中鄉試，天啟乙丑禮闈已錄選額內，適奉令照壬戌裁百名，遂中副車十二。授本省湯溪教諭，師範儼然，課士有方；轉陞湖廣寧鄉令，係湖南巖邑，素稱難治，國首持風裁，剔弊除奸，恤民禮士，徵賦不擾，斷獄無冤，頌聲交作，去後有思。後丁艱，起補川北蒼溪，西蜀要衝，屢經兵燹，開壕加城，撫字為先，惠政不減于治寧時也。上臺交薦，行取以不媚當路，僅遷重慶二守，適當獻賊猖獗，攻破郡邑，屠戮異慘，督師檄署監軍道，多方堵禦，而北都淪陷，官兵解散，遂南行歸里。居鄉猶以經藝設教，矜式後人，屢請大賓于庠，年八十餘而卒。
2. ↑  康熙《寧鄉縣志·卷六》：沈國，梅石才諝通敏雅，有張弛之術者，時已困于多歛矣，不甚咈人，善事上而用權變以濟事，雖瓜距不剪乎猶操馭也。與紳士處一呂和惠相煦泯其鑒別，時境內外萑苻竊起，則設險飭，卒亦遂以弭固末，俗之良吏哉，既考績，以外艱去。
3. ↑  道光《嘉興府志·卷三十一》：沈國，字九如，天啟乙丑會試副榜，授湯溪教諭，陞湖廣寧鄉知縣，剔弊除奸，恤民禮士，徵賦不擾，斷獄無冤，頌聲交作。丁艱，起補川北蒼溪，西屬要衝經兵燹，竭心撫字之，上官交薦遷重慶同知，流賊攻城多方防禦，京都陷乃棄官歸。
4. ↑  錢海岳《南明史·卷六十四·列傳第四十九》：沈國，字九如，崇德人。萬曆四十三年舉於鄉。歷寧鄉、榮昌知縣，值兵燹後，開濠修城。調蒼溪，遷重慶同知。以守城功，累擢監軍僉事。